# Eugeniusz Zieliński
Eugeniusz Zieliński (ur. 31 grudnia 1932) – polski politolog, prawnik-konstytucjonalista, pracownik naukowy Uniwersytetu Warszawskiego.

## Życiorys
W 1958 ukończył studia na Wydziale Dyplomatyczno-Konsularnym Szkoły Głównej Służby Zagranicznej. W 1965 został doktorem nauk prawnych. W 1977 habilitował się w dziedzinie politologii, w 1987 uzyskał tytuł naukowy profesora, a w 1993 objął stanowisko profesora zwyczajnego Uniwersytetu Warszawskiego.
Od 1967 jest pracownikiem Instytutu Nauk Politycznych UW, gdzie od 1981 do 1991 był dyrektorem. W 1981 był prodziekanem Wydziału Dziennikarstwa i Nauk Politycznych Uniwersytetu Warszawskiego. Od 1993 do 2005 był kierownikiem Studium Doktoranckiego na WDiNP UW.
Był członkiem Centralnej Komisji do Spraw Stopni i Tytułów. Jest członkiem Komitetu Nauk Politycznych Polskiej Akademii Nauk oraz rektorem Wyższej Szkoły Administracyjno-Społecznej w Warszawie.
Prowadzi badania naukowe w zakresie nauki o administracji, prawa konstytucyjnego, współczesnych systemów politycznych, w tym szczególnie w zakresie instytucji referendum i transformacji ustrojowej.

## Odznaczenia
- Krzyż Oficerski Orderu Odrodzenia Polski (2003)[1]

## Publikacje
- Referendum w świecie współczesnym, Zakład Narodowy im. Ossolińskich, Wrocław 1968
- Systemy ustrojowe państw kapitalistycznych, PWN, Warszawa 1975
- Ustrój polityczny Socjalistycznej Republiki Wietnamu, KAW, Warszawa 1979
- Ustrój polityczny Związku Socjalistycznych Republik Radzieckich, Krajowa Agencja Wydawnicza, Warszawa 1987
- Stany Generalne Królestwa Holandii, Wydawnictwo Sejmowe, Warszawa 1992
- Przeobrażenia ustrojowe w Polsce (praca zbiorowa, red.), Elipsa, Warszawa 1993
- Przeobrażenia ustrojowe w republikach dawnego ZSRR (praca zbiorowa, red.), Wydawnictwo Elipsa, Warszawa 1993
- Parlament Belgii, Wydawnictwo Sejmowe, Warszawa 1994
- Współczesna Rosja. Studium polityczno-ustrojowe, Wydawnictwo Elipsa, Warszawa 1995
- Transformacja ustrojowa państw Europy Środkowej i Wschodniej (praca zbiorowa, red.), Wydawnictwo Elipsa, Warszawa 1996
- Nauka o państwie i polityce, Wydawnictwo Elipsa, Warszawa 1999
- Problemy ustrojowo-polityczne Niemiec, Wydawnictwo Elipsa, Warszawa 1999
- Administracja rządowa w Polsce, Wydawnictwo Elipsa, Warszawa 2001
- Parlament Federacji Rosyjskiej, Wydawnictwo Sejmowe, Warszawa 2002
- Rada Najwyższa - Parlament Ukrainy, Wydawnictwo Sejmowe, Warszawa 2003
- Samorząd terytorialny w Polsce, Wydawnictwo Elipsa, Warszawa 2003
- Referendum w państwach Europy (współautorzy: Izolda Bokszczanin, Jacek Zieliński), Fundacja Europea: ASPRA-JR, Warszawa 2003
- Rządy w państwach Europy (współautorka: Izolda Bokszczanin, Oficyna Wydawnicza ASPRA-JR, Warszawa 2003
- Narody i nacjonalizm w Federacji Rosyjskiej (współautorzy: Paweł Timofiejuk, Andrzej Wierzbicki), Wydawnictwo Elipsa Warszawa 2004
- System konstytucyjny Federacji Rosyjskiej, 2005
- System konstytucyjny Ukrainy, Wydawnictwo Sejmowe, Warszawa 2007